# Tell Bazmusian
Koordinaten: 36° 9′ 41,8″ N, 44° 55′ 27,5″ O

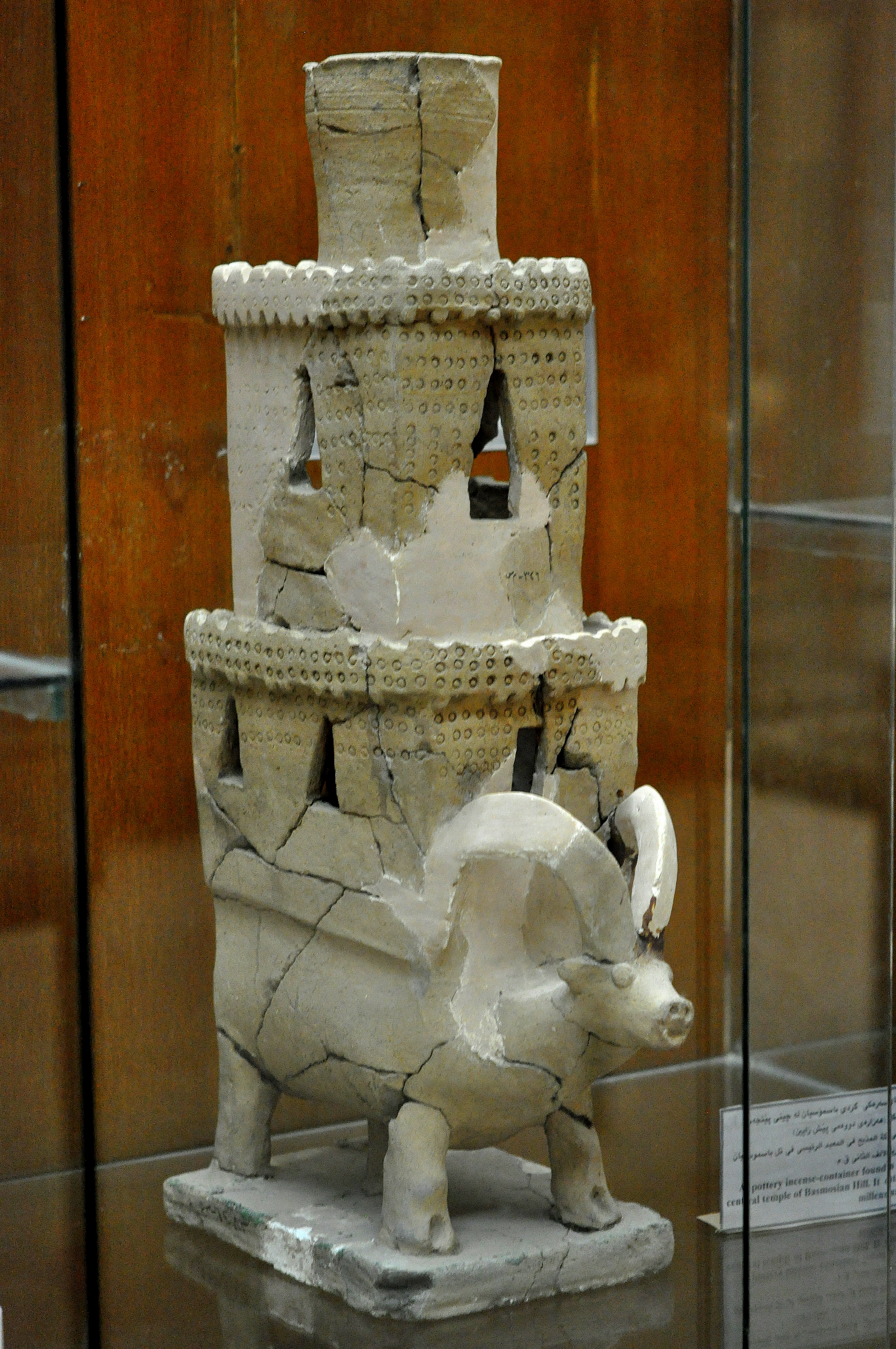
Ein hurritischer Weihrauchbehälter (Sulaimaniyya-Museum).

Tell Bazmusian ist eine irakische archäologische Stätte am rechten Ufer des Kleinen Zab in der Ranya-Ebene (Gouvernement as-Sulaimaniyya). Die Stätte wurde zwischen 1956 und 1958 von irakischen Archäologen im Rahmen einer Bergungsaktion ausgegraben, um kulturelle Überreste zu dokumentieren, die vom Dukan-See, der zu dieser Zeit durch den Dukan-Talsperre geschaffen wurde, überflutet wurden. Neben Tell Bazmusian wurden während dieser Operation vier weitere Stätten ausgegraben: ed-Dem, Kamarian, Qarashina und Tell Schemschara. Bazmusian ist ein Tell oder Siedlungshügel mit einem Umfang von 1500 m und einer Höhe von 23 m. Zusammen mit Tell Schemschara ist es eine der größten archäologischen Stätten in der Ranya-Ebene. Als die Ausgrabungen begannen, war die Südostflanke des Hügels von einem Dorf besetzt, das erst zu Beginn des 20. Jahrhunderts gegründet wurde. Die Stätte ist jetzt unter dem Dukan-See versunken.
Die Ausgrabungen haben 16 Siedlungsschichten freigelegt, die von der Samarra-Kultur (6. Jahrtausend v. Chr.) bis zum 9. Jahrhundert n. Chr. reichen. Die Funde der Ebene I bestanden aus einem fragmentierten Kieselfundament, Keramik aus dem 9. Jahrhundert n. Chr. und Lehmziegeln. Ebene II enthielt auch islamisches Material. Level III, das auf das späte zweite Jahrtausend v. Chr. datiert werden soll, enthielt einen Tempel mit einem einzigen Raum und dicken Lehmziegelwänden, Keramik aus der Mitte bis Ende des zweiten Jahrtausends v. Chr. In einer Grube außerhalb dieses Tempels wurden mehrere Tontafelfragmente gefunden. Obwohl sie zu beschädigt waren, um gelesen zu werden, konnten sie aufgrund stilistischer Details in die mittelassyrische Zeit (1400 – 900 v. Chr.) datiert werden. Eine frühere Version dieses Tempels wurde in Ebene IV freigelegt. In Ebene V wurden verputzte Lehmziegelwände gefunden. Die Ebenen VI–XVI enthielten Material aus dem dritten Jahrtausend v. Chr., der Uruk-Zeit und der Samarra- und Halaf-Kulturen, aber dies wurde noch nicht veröffentlicht.